# 罗大愚
羅大愚（1910年12月6日—1973年5月10日），原名庆春，字泽南，化名魏中诚，辽宁遼陽五道口門村人，中华民国政治人物。民國37年（1948年）在遼寧省選區當選第一屆立法委員。

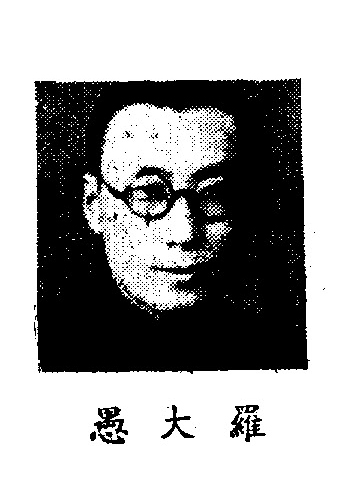
出席制憲國民大會代表時

## 生平
曾入辽宁省垣第一高中，毕业后入关，先后入辅仁大学、中国大学研读经济。1935年8月，在北平加入中国国民党。曾赴日本留学，入东京法政大学主修财政。1938年春返国，参加国民党中央训练团党政高级班受训。结业后，奉派为国民党党务专员，回东北工作。1945年，在长春被日军逮捕。不久，逃离长春，返回沈阳。
抗日战争结束后，任中华民国辽宁省政府秘书长，国民政府教育部东北区教育复员辅导委员会委员，国民政府主席东北行辕经济委员会设计委员兼书记长，国民党辽北省党部主任委员：同年选为制宪国民大会代表。1947年当选为立法院立法委员。1973年5月10日在台湾病逝。终年63岁。